# موتور ام۱۱۰ مرسدس-بنز
خانواده موتور ام۱۱۰ یک سری موتور از نوع میل‌سوپاپ بالاسری (بادامک دو سر بالا) با طراحی ۶ سیلندر خطی ساخته شده توسط مرسدس بنز در دهه ۱۹۷۰ و ۱۹۸۰ است.

## M110.921 / M110.93
توان خروجی این موتور ۱۱۸ کیلووات (۱۶۰ اسب بخار متری؛ ۱۵۸ اسب بخار) در ۵۵۰۰ دور در دقیقه است
استفاده شده در خودروهای:
- مرسدس-بنز دبلیو۱۱۴

## M110.922 / M110.932
۹۳۲ نسخه کم فشرده سازی ۰٫۹۲۲ است.
توان خروجی مدل 0.922: ۱۱۸ کیلووات (۱۶۰ اسب بخار متری؛ ۱۵۸ اسب بخار) در ۵۵۰۰ دور در دقیقه است.
توان خروجی 0.932: ۱۰۷ کیلووات (۱۴۵ اسب بخار متری؛ ۱۴۳ اسب بخار) در ۵۵۰۰ دور در دقیقه است.
- استفاده شده در: مرسدس-بنز دبلیو۱۱۶

## M110.923
توان خروجی این موتور ۱۱۵ کیلووات (۱۵۶ اسب بخار متری؛ ۱۵۴ اسب بخار) در ۵۵۰۰ دور در دقیقه است.
استفاده شده در خودروهای:
- ۱۹۷۵–۱۹۸۱ مرسدس-بنز دبلیو۱۲۳

## M110.924
توان خروجی این موتور ۱۱۵ کیلووات (۱۵۶ اسب بخار متری؛ ۱۵۴ اسب بخار) در ۵۵۰۰ دور در دقیقه است.
استفاده شده در خودروهای:
- ۱۹۷۹–۱۹۸۵ مرسدس-بنز دبلیو۱۲۶

## M110.926
توان خروجی این موتور ۱۱۵ کیلووات (۱۵۶ اسب بخار متری؛ ۱۵۴ اسب بخار) در ۵۵۰۰ دور در دقیقه است.
استفاده شده در خودروهای:
- ۱۹۷۹–۱۹۸۵ مرسدس-بنز دبلیو۱۲۶

## M110.981 / M110.991
این موتور از سیستم بوش-دی جترونیک استفاده می‌کند. این سیستم دمای محیط، دمای موتور، زیر فشار منیفولد ورودی و موقعیت دریچه گاز را تنظیم می‌کند و با یک رایانه آنالوگ محاسبه می‌کند که انژکتورهای سوخت در هر دور چند میلی ثانیه باید باز بمانند.
توان خروجی موتور ۱۳۶ کیلووات (۱۸۵ اسب بخار متری؛ ۱۸۲ اسب بخار) در ۶۰۰۰ دور در دقیقه و ۱۷۶ پوند-فوت (۲۳۹ نیوتن متر) گشتاور در ۴۵۰۰ دور در دقیقه است.
استفاده شده در خودروهای:
- ۱۹۷۲–۱۹۷۶ مرسدس-بنز دبلیو۱۱۴

## M110.982 / M110.992
توان خروجی این موتور ۱۳۶ کیلووات (۱۸۵ اسب بخار متری؛ ۱۸۲ اسب بخار) در ۶۰۰۰ دور در دقیقه است.
استفاده شده در خودروهای:
- ۱۹۷۳–۱۹۷۶ مرسدس-بنز آر۱۰۷ و سی۱۰۷

## M110.983 / M110.993
توان خروجی این موتور ۱۳۶ کیلووات (۱۸۵ اسب بخار متری؛ ۱۸۲ اسب بخار) در ۶۰۰۰ دور در دقیقه است.
استفده شده در خودروهای:
- ۱۹۷۲–۱۹۷۵ مرسدس-بنز دبلیو۱۱۶

## M110.984
این موتور اولین موتور با تزریق جدید بوش کی-جترونیک بود. این سیستم مکانیکی است. هوای وارد شده تنظیم می‌شود تا میزان سوخت مورد نیاز برای تزریق تعیین شود.
توان خروجی موتور ۱۳۰ کیلووات (۱۷۷ اسب بخار متری؛ ۱۷۴ اسب بخار) در ۶۰۰۰ دور در دقیقه است.
استفاده شده در خودروهای:
- ۱۹۷۵–۱۹۸۱ مرسدس-بنز دبلیو۱۲۳

## M110.985
توان خروجی این موتور ۱۳۲ کیلووات (۱۷۹ اسب بخار متری؛ ۱۷۷ اسب بخار) در ۶۰۰۰ دور در دقیقه است.
استفاده شده در خودروهای:
- ۱۹۷۶–۱۹۸۰ مرسدس-بنز دبلیو۱۱۶

## M110.986
توان خروجی این موتور ۱۳۲ کیلووات (۱۷۹ اسب بخار متری؛ ۱۷۷ اسب بخار) در ۶۰۰۰ دور در دقیقه است
استفاده شده در خودروهای:
- ۱۹۷۶–۱۹۸۵ مرسدس-بنز آر۱۰۷ و سی۱۰۷

## M110.987
توان خروجی این موتور ۱۳۶ کیلووات (۱۸۵ اسب بخار متری؛ ۱۸۲ اسب بخار) در ۵۸۰۰ دور در دقیقه و حداکثر گشتاور ۲۴۰ نیوتن متر (۱۷۷ پوند-فوت) در ۴۵۰۰ دور در دقیقه است.
استفاده شده در خودروهای:
- ۱۹۷۹–۱۹۸۵ مرسدس-بنز دبلیو۱۲۶

## M110.988
حداکثر قدرت این موتور ۱۳۶ کیلووات (۱۸۵ اسب بخار متری؛ ۱۸۲ اسب بخار) در ۵۸۰۰ دور در دقیقه و حداکثر گشتاور ۲۴۰ نیوتن متر (۱۷۷ پوند-فوت) در ۴۵۰۰ دور در دقیقه است.
استفاده شده در خودروهای:
- ۱۹۷۸–۱۹۸۶ مرسدس-بنز دبلیو۱۲۳

## M110.989
توان خروجی: ۱۳۶ کیلووات (۱۸۵ اسب بخار متری؛ ۱۸۲ اسب بخار) در ۵۸۰۰ دور در دقیقه و حداکثر گشتاور ۲۴۰ نیوتن متر (۱۷۷ پوند-فوت) در ۴۵۰۰ دور در دقیقه است.
استفاده شده در خودروهای:
- ۱۹۸۱٫۱۰–۱۹۸۵ مرسدس-بنز دبلیو۱۲۶

## M110.990
توان خروجی این موتور ۱۳۶ کیلووات (۱۸۵ اسب بخار متری؛ ۱۸۲ اسب بخار) در ۵۸۰۰ دور در دقیقه است.
استفاده شده در خودروهای:
- ۱۹۷۶–۱۹۸۵ مرسدس-بنز آر۱۰۷ و سی۱۰۷

## M110.994
این موتور به‌طور خاص برای بنز جی‌کلاس تولید شده‌است. نسبت تراکم پایینی دارد. و از سیستم کی-جترونیک استفاده می‌کند.
توان خروجی موتور ۱۱۵ کیلووات (۱۵۶ اسب بخار متری؛ ۱۵۴ اسب بخار) در ۵۲۵۰ دور در دقیقه است.
استفاده شده در خودروهای:
- ۱۹۷۹–۱۹۸۹ مرسدس-بنز کلاس-جی